# Allianzname
Als Allianzname wird in der Schweiz ein mit Bindestrich geführter Doppelname von verheirateten Personen bezeichnet. Er besteht aus dem amtlichen Familiennamen des einen Ehegatten und aus dem früheren Familiennamen, den dessen Ehepartner vor der Eheschliessung beziehungsweise als ledige Person geführt hat. Traditionell soll durch das Führen eines Allianznamens im Bürgertum die eheliche Verbindung zweier gesellschaftlich anerkannter Familien öffentlich sichtbar gemacht werden. In der Verwendung gibt es einen Bedeutungswandel hin zum Doppelnamen.

## Doppelnamen und Allianznamen
Beispielsweise hat die Bündner Politikerin und ehemalige Schweizer Bundesrätin Eveline Widmer-Schlumpf den durch Heirat erworbenen Familiennamen Widmer so mit ihrem Geburtsnamen Schlumpf zum Allianznamen Widmer-Schlumpf kombiniert. Ein anderes Beispiel ist die Genfer Politikerin und ehemalige Schweizer Bundesrätin Micheline Calmy-Rey. Allianznamen werden auch von Männern getragen, prominente Beispiele hierfür sind die Bundesräte Friedrich Frey-Herosé im 19. Jahrhundert und Johann Schneider-Ammann im 21. Jahrhundert. Keine Allianznamen sind Westschweizer Doppelnamen wie beispielsweise Favre-Bulle oder Robert-Nicoud, da diese von Generation zu Generation weitervererbt werden.
Wenn beide Ehepartner bei der Heirat ihren jeweiligen Familiennamen beibehalten, kann jeder den Namen des andern hinter seinen eigenen setzen, um so einen Allianznamen zu bilden.
Gemäss bundesgerichtlicher Rechtsprechung ist der Allianzname kein amtlicher Name. Er darf aber gleichwohl von einem oder beiden Ehepartnern gewohnheitsrechtlich als Name zweiter Ordnung im alltäglichen Rechtsverkehr geführt werden. Der Allianzname kann im Pass und in der Identitätskarte vermerkt werden; dies ist in Art. 2 Abs. 4 Ausweisgesetz und in Art. 14 Abs. 1, 2. Satz und Abs. 6 der zugehörigen Ausweisverordnung ausdrücklich anerkannt.
Häufige Verwendung finden Allianznamen zudem auf Grabsteinen und in Todesanzeigen.